# Heist-op-den-Berg
Heist-op-den-Berg là một đô thị ở tỉnh Antwerp. Đô thị này gồm các làng Booischot (gồm làng nhỏ Pijpelheide), Hallaar, Heist-op-den-Berg (gồm các làng nhỏ: Heist-Goor, Heist-Station, Zonderschot, Heist-Centrum, và Bruggeneinde, Itegem, Schriek và Wiekevorst.

## Cư dân nổi tiếng
- Silvy De Bie, ca sĩ (sinh năm 1981)
- Paul Michiels, ca sĩ và nhạc sĩ (sinh năm 1948)